# AQua ad lavandum – in brevi
aQua ad lavandum – in brevi (lateinisch) ist der Name eines deutschen Kurzfilmes aus dem Jahr 2008 von den Regisseuren Florian Metzner und Helge Balzer. Der Film behandelt in parabelhafter Form die Auseinandersetzung eines Individuums mit seinem Gewissen.

## Inhalt
Von einer Party kommend, tötet der Hauptcharakter „Debitus“ bei einem Streit seinen Kollegen „Causas“, als dieser ihn mit einem Dolch attackiert. Debitus glaubt, von niemandem dabei beobachtet worden zu sein. Er wirft den Dolch weg. Es gelingt ihm, den Leichnam in der Dunkelheit um ihn herum zu verstecken. Als er an der Tür, aus der er und Causas kamen, wieder um Einlass zu der Party bittet, stellt er fest, dass sein Hemd und sein Körper vom Blut Causas beschmiert sind. Er wird nicht hineingelassen. In seiner Verzweiflung spricht aus der Dunkelheit eine Stimme zu ihm und rät ihm, sich schlicht rein zu waschen.
Debitus, der sich inzwischen mehr und mehr an die Dunkelheit gewöhnt hat, entdeckt unweit der Tür einen großen, mit Wasser gefüllten Brunnen. Als er per Handkurbel einen Eimer schöpfen will, setzt er damit einen enormen alten, verrosteten Mechanismus in Gang, der ein gigantisches Eisengitter hebt, das sich am Rande der Dunkelheit befindet.
Debitus lässt von dem Brunnen ab. Indem der schwere Wassereimer wieder in den Brunnen saust, fällt das alte, sperrige Gitter wieder hinab und verhakt sich dabei mehrmals. Als erneut die Stimme zu Debitus spricht, wird ihm klar, dass es sich um jemanden handeln muss, der hinter dem Gitter sitzt. Bei diesem Jemand, der immer in der Dunkelheit bleibt und nur manchmal schemenhaft erkennbar ist, handelt es sich um die Kreatur „Impedim“. Impedim drängt Debitus dazu, sich doch endlich zu waschen, doch Debitus bleibt skeptisch. So stark der Wunsch in ihm auch ist, sich mit dem Wasser reinzuwaschen, um dann diesen Ort durch die Tür zur Party verlassen zu können, so groß sind auch seine Bedenken, das Wesen Impedim freizulassen.
Genervt und verärgert von den Drängeleien und Beleidigungen Impedims, verlässt Debitus schließlich den Ort und zieht sich in die Dunkelheit zurück. Alleingelassen an diesem unheimlichen Ort, muss er sich eingestehen, dass der Wunsch nach dem reinen Wasser größer ist als das Risiko, das die Öffnung des Fallgitters mit sich bringen könnte. Er kehrt zurück, kurbelt den Eimer mit Wasser nach oben und wäscht sich von dem Blut rein. Das Gitter ist nun ganz geöffnet.
Als Debitus zur Tür gehen will, um um Einlass zu bitten, wünscht ihm Impedim viel Spaß auf der Party und bittet ihn, „einen für seinen Kollegen mitzutrinken“. Debitus erschrickt, da ihm klar wird, dass es mit Impedim nun einen Zeugen seiner Tat gibt, der ihn verraten könnte. Er sucht nach dem Leichnam, doch an der Stelle, an der er ihn abgelegt hat, findet er nur noch eine Blutlache und Schleifspuren, die direkt hinter das angrenzende Gitter führen. Debitus geht zur Gitteröffnung, um die Spuren zu verfolgen. In diesem Moment zeigt sich Impedim, eine riesige Kreatur, die aussieht wie Debitus, nur furchtbar entstellt und misshandelt.
Impedim trägt grinsend den toten Causas in den Armen. Er lässt ihn fallen und stürzt auf Debitus zu, doch Ketten an Hals und Armen hindern ihn daran, zu ihm zu gelangen. Durch das geöffnete Gitter hat Impedim nun aber genug Raum, um die Ketten so stark zur Spannung zu bringen, dass sie zu bersten beginnen. Debitus stürzt zur Tür und fleht um Einlass, doch niemand öffnet. Stattdessen gelingt es Impedim, sich weiter und weiter von seinen Ketten zu lösen. Als ein Kettenglied die Kurbel des Brunnens trifft, bekommt Debitus einen Geistesblitz: Er greift sich den Eimer und kurbelt diesen in den Brunnen hinunter. Dabei aktiviert er wieder den Mechanismus, der das Gitter zum Absenken bringt. Durch seine rostige Konsistenz verhakt es sich aber und bleibt somit immer noch fast ganz geöffnet, obwohl der Eimer schon wieder ganz in den Brunnen gekurbelt wurde. Debitus springt an das Gitter, um es zu beschweren. In dem Moment sprengt Impedim die letzte Kette und stürzt gegen Debitus, der von der Wucht auf den Boden fällt. Impedim zerrt Debitus zu sich. Mit einem gezielten Tritt kann sich Debitus losreißen und unternimmt einen letzten verzweifelten Versuch, zur Tür zu kommen.
Im letzten Moment jedoch holt Impedim ihn ein und schleift ihn an den Füßen in Richtung Fallgitter, das sich nach und nach aus seiner Verankerung löst und bald für immer geschlossen sein wird. Debitus hält sich am Brunnen fest und reißt sich ein letztes Mal von Impedim los. In dieser ausweglosen Situation kriecht Debitus wimmernd vor Impedim weg, der sanft und gierig auf ihn einredet, sich auf ihn einzulassen. Plötzlich ertasten Debitus’ Hände den Dolch, mit dem er Causas getötet hat. Er wirbelt herum und schneidet Impedim jäh durch das Gesicht. Dieser taumelt, fällt auf den Brunnen und zerbricht das Joch. Debitus springt hinzu und tritt seinen Peiniger in die Tiefe des Brunnenschachts.
Reingewaschen klopft er nun abermals an die Tür zur Party. Ein Sehschlitz geht auf. Debitus wird eingelassen und erhält ein neues Hemd. Unter seinem Gelächter betritt er die Party und die Tür schließt sich. Das Gelächter hält an. In einer letzten Einstellung des Filmes sieht man, dass das Gelächter von Impedim kommt – aus der Tiefe des Brunnens.

## Hintergrund
Der Film ist eine Produktion der Hochschule für Film und Fernsehen „Konrad Wolf“ in Zusammenarbeit mit Amber Artworks – creative film. Das komplette Set eigens für den Film entworfen und gebaut. Zudem enthält er visuelle Effekte, digitale Set-Erweiterungen und Animationen. Gedreht wurde mit der Arriflex D-20, zur Zeit des Drehs noch ein Prototyp. Die Musik wurde vom Deutschen Filmorchester Babelsberg eingespielt.
Es gibt eine ältere Fassung des Filmes von 2006 mit dem kürzeren Titel „Aqua ad lavandum“, die etwa 10 Minuten länger ist. Diese Version, in der Farbkorrektur, Tonmischung und Musik noch nicht den letztendlichen Schliff besitzen, wurde speziell für die Filmmesse „Insight Out“ der Hochschule für Film und Fernsehen „Konrad Wolf“ hergestellt, wo sie 2006 dem Publikum vorgeführt wurde.

## Auszeichnungen
Die Filmbewertungsstelle Wiesbaden verlieh dem Film im Dezember 2008 das Prädikat „Wertvoll“. Seit August 2008 war der Kurzfilm weltweit auf Filmfestivals zu sehen und erhielt bisher mehrere Nominierungen, unter anderem Bester Kurzfilm, Bester ausländischer Kurzfilm, Beste Regie, Beste Kamera, Beste Musik, Beste Spezialeffekte, Beste visuelle Effekte, Bestes Sounddesign, Beste Animation. Im Oktober 2009 wurde er auf dem Dark Carnival Film Festival in Bloomington, Indiana, für die Beste Kamera ausgezeichnet. Im selben Monat folgte der Preis „Best FX Short“ auf dem Sacramento Horror Film Festival im kalifornischen Sacramento. Einen Monat später erhielt der Film auf dem „28 Hours Later Film Festival“ in Fareham, New Hampshire den Preis für die besten Spezialeffekte.
Die Musik von Stefan Maria Schneider ist bei der SoundTrack Cologne 6.0 für den Peer-Raben-Musikpreis nominiert.

## Presse
Die deutsche Fernsehzeitschrift Moviestar meinte, das Thema des Kurzfilms sei ein „überaus menschlicher Konflikt“, nämlich „Schuld, Vertuschen, Sühne. Das filmische Resultat kann sich mehr als sehen lassen…“ Und: „Aqua ad lavandum ist eine Hochschulproduktion, die visuell […] beeindruckend gestaltet wurde. Das Set-Design und die Spezialeffekte wirken ausgesprochen professionell, dazu kommt eine hörenswerte Filmmusik.“ Obwohl man noch nicht sagen könne, „wie sich die Macher beispielsweise über die längere Spielfilm-Distanz schlagen werden, stellt sich hier ein handwerkliches und kreatives Potential vor, das man im Auge behalten sollte – denn vielleicht hört man […] in Zukunft noch mehr von den beiden Machern.“
In der deutschen Entertainmentzeitschrift Virus ist ein weiterer Artikel über den Film erschienen. „Die Handlung wurde sehr innovativ umgesetzt und der Hauptcharakter, gespielt mit einer beeindruckenden Überzeugungskraft von Alexander Schubert, erlaubt dem Zuschauer einen ungewöhnlich tiefen und fesselnden Blick in die Abgründe seiner Seele.“ Die Produktion sei nicht nur etwas für Liebhaber von Kurzfilmen. „Spektakuläre Kamera, einzigartige Atmosphäre – der Film von Florian Metzner punktet mit Kriterien, die man nur selten in dieser Sparte findet. Wir haben es hier mit einem sehr künstlerischem, ästhetischen Werk zu tun, auf das man auf jeden Fall einen Blick werfen sollte.“
Die deutsche Entertainmentzeitschrift Deadline fand den Film „virtuos und mystisch.“ Es sei ein „Beinahe-Einpersonenstück in einer düster-melancholischen Blaufilter-Fantasywelt, großartig untermalt vom Babelsberger Orchester.“